# Academia de Ciencias Sociales de Shanghái
La Academia de Ciencias Sociales de Shanghái (SASS; chino: 上海 社会 科学院; pinyin: Shànghǎi Shèhuìkēxuéyuàn) fue fundada en 1958 y es la institución más antigua de China para las humanidades y las ciencias sociales. Es la segunda institución de este tipo más grande del país, después de la Academia China de Ciencias Sociales (CASS) en Beijing. Además de los fondos del gobierno municipal de Shanghái, la academia obtiene apoyo financiero de fuentes no gubernamentales en el país y en el extranjero.
Como un destacado grupo de expertos y distinguida institución académica en China, sus hallazgos de investigación y publicaciones han sido particularmente influyentes con los responsables políticos, así como con el público en general. SASS cuenta con 17 institutos y 27 centros interdisciplinarios que realizan investigaciones teóricas y estudios aplicados en humanidades y ciencias sociales.
A través de los institutos y centros interdisciplinarios, SASS realiza estudios de economía, economía nacional, economía mundial, finanzas, derecho, literatura, historia, filosofía, ciencias de la información, periodismo, sociología, estudios sobre jóvenes y jóvenes, religión, demografía, relaciones internacionales, estrategia nacional. , y el desarrollo regional.